# ترنو دیزولا
ترنو دیزولا (به ایتالیایی: Terno d'Isola) یک کومونه در ایتالیا است که در استان برگامو واقع شده‌است. ترنو دیزولا ۴٫۰ کیلومتر مربع مساحت و ۶٬۰۰۴ نفر جمعیت دارد و ۲۹۹ متر بالاتر از سطح دریا واقع شده‌است.